# Seconde présidence de Jacques Chirac
Pour un article plus général, voir Présidence de Jacques Chirac.
 (septembre 2024).
Si vous disposez d'ouvrages ou d'articles de référence ou si vous connaissez des sites web de qualité traitant du thème abordé ici, merci de compléter l'article en donnant les références utiles à sa vérifiabilité et en les liant à la section « Notes et références ».
En pratique : Quelles sources sont attendues ? Comment ajouter mes sources ?
Président de la République française
Première présidence de Jacques Chirac Présidence de Nicolas Sarkozy
La seconde présidence de Jacques Chirac est une période de l'histoire de France qui s'étend du 17 mai 2002 au 16 mai 2007.

## Gouvernement de Jean-Pierre Raffarin (2002-2005)

### Politique intérieure
Lionel Jospin lui ayant aussitôt remis sa démission, il nomme un membre de Démocratie libérale, Jean-Pierre Raffarin comme Premier ministre, lequel gouverne par ordonnances pendant quelques semaines. Chirac est investi pour un second mandat le 16 mai 2002, la veille de son début officiel.
L'UMP, alors créée par l'association du RPR, de Démocratie libérale et d'une large partie de l'UDF, remporte largement les élections législatives suivantes, et obtient la majorité absolue à l'Assemblée nationale, avec 365 des sièges. Jacques Chirac peut à nouveau s'appuyer sur une majorité parlementaire. Il s'appuie également sur un groupe de députés UDF réduit à 30 membres, et nomme un seul ministre issu de ce parti, Gilles de Robien, député-maire d'Amiens.
Jean-Pierre Raffarin entame la mise en œuvre de certaines des promesses de la campagne : baisse de l'impôt sur le revenu et multiplication d'actions ciblées contre la délinquance, avec son très médiatique et populaire ministre de l'Intérieur, Nicolas Sarkozy, et contre l'insécurité routière, avec le ministre des transports Gilles de Robien. Viendront ensuite l'assouplissement des 35 heures, la réforme des retraites et de la sécurité sociale, la décentralisation.
Lors du défilé militaire du 14 juillet 2002, Maxime Brunerie, un jeune militant d'extrême droite, tente d'assassiner Jacques Chirac qu'il voit comme le chef d'un « gouvernement d'occupation sioniste ». Il est interné comme malade mental.
Au lendemain d'une défaite massive aux élections cantonales et régionales de 2004 (20 des 22 régions de France métropolitaine passent ou repassent à gauche), il nomme Nicolas Sarkozy ministre d'État, ministre de l'Économie, des finances et de l'industrie : la plupart des éditorialistes politiques (dont ceux du Canard enchaîné, du Nouvel observateur et de l'Express) y voient un moyen de contrer sa popularité toujours aussi forte (contrairement à celle du Premier ministre, au plus bas dans les sondages). Face aux ambitions présidentielles affichées par Nicolas Sarkozy, il le met en demeure, lors de son allocution du 14 juillet 2004, de choisir entre son fauteuil et le poste de président de l'UMP. En novembre, Nicolas Sarkozy est élu président du parti et quitte son ministère, alors confié à Hervé Gaymard. En février 2005, celui-ci est contraint à la démission à la suite d'un scandale très médiatisé et est remplacé par le PDG de France Télécom, Thierry Breton.

### Politique étrangère et environnementale

#### Environnement

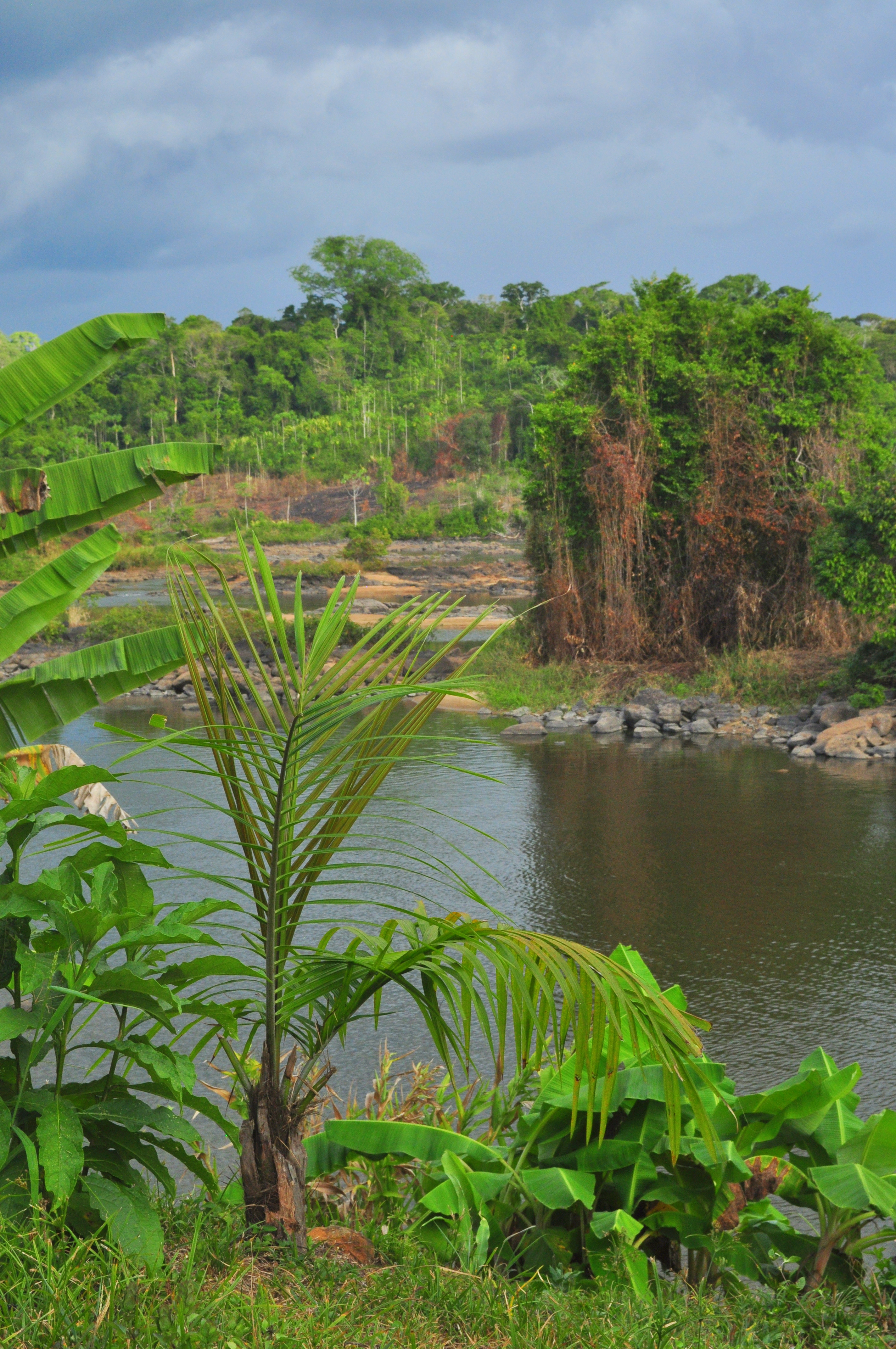
Le fleuve Maroni dans le parc amazonien de Guyane en novembre 2012.

Du 26 août au 4 septembre 2002, Jacques Chirac est présent au sommet de la Terre qui s'est tenu à Johannesburg. Il est accompagné par des représentants de quelques entreprises françaises des secteurs des services essentiels, et par des ONG. Il affirme, dans le cadre d'une intervention restée célèbre : « Notre maison brûle et nous regardons ailleurs ». En 2004, soutenu par la ministre de l'Environnement Roselyne Bachelot et la députée Nathalie Kosciusko-Morizet, il fait voter par un Parlement réticent la Charte de l'environnement, rédigée par la commission Coppens, puis, le 28 février 2005, réunit un Congrès du Parlement pour lui faire conférer une portée de loi constitutionnelle garantissant le droit de « vivre dans un environnement équilibré et respectueux de la santé ». En réponse à l'annonce par le président brésilien Fernando Henrique Cardoso de la création du parc national des montagnes du Tumucumaque en Amazonie, Jacques Chirac relance aussi le projet limitrophe du parc amazonien de Guyane qui ouvrira en 2007.

#### Crise franco-américaine

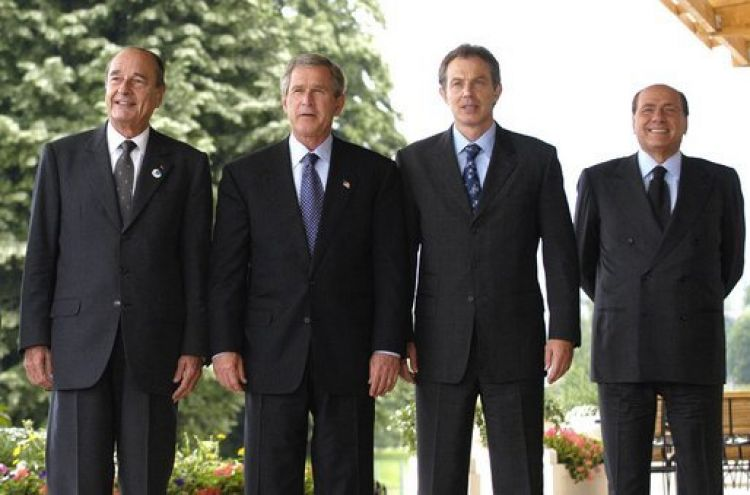
Jacques Chirac aux côtés de George W. Bush, Tony Blair et Silvio Berlusconi lors du sommet du G8 en 2003

La situation internationale, marquée par l'attentat du 11 septembre, voit l'intensification de la politique étrangère du président des États-Unis, George W. Bush, avec qui Jacques Chirac s'entend mal. S'il l'avait soutenu lors de l'intervention en Afghanistan, il place la France, aux côtés de l'Allemagne dirigée par Gerhard Schröder, la Russie dirigée par Vladimir Poutine et la Chine Populaire de Hu Jintao, comme l'opposante principale des États-Unis contre l'invasion de l'Irak. Épaulé par son ministre des Affaires étrangères, Dominique de Villepin, il obtient que les États-Unis passent par l'ONU avant toute intervention. Profitant d'un large consensus national sur la question, Jacques Chirac se fait le chantre d'un « monde multipolaire ». Soutenu par les opinions publiques européennes mais seulement par quelques dirigeants (le belge Guy Verhofstadt et l'allemand Gerhard Schröder), il s'oppose aux États-Unis, soutenus par huit gouvernements ouest-européens (dont le Royaume-Uni, l'Italie et l'Espagne) et dix pays est-européens et laisse entendre qu'il utilisera son droit de veto au Conseil de sécurité des Nations unies tant que la situation n'évoluera pas. Cette annonce lui vaut une campagne hostile, notamment dans une partie des médias anglo-saxons (The Sun titre alors « Chirac is a worm » — « Chirac est un ver »). Les relations avec les États-Unis deviennent exécrables, ne commençant à se normaliser qu'à partir de la commémoration du débarquement en Normandie, quinze mois plus tard[réf. nécessaire]. Pour les politologues Bertrand Badie et Christian Lequesne, la France se rapproche des États-Unis dès 2003, selon le premier pour « préserver les intérêts économiques et politiques de la France qui souffraient, surtout aux États-Unis, du French bashing » ; selon le second parce que, après les attentats du 11 septembre 2001, « Chirac a eu la conviction que face au modèle de démocratie qu’incarnaient les États-Unis comme la France, se dressait désormais une menace commune : l’islamisme ».

#### L'ami libanais
L'assassinat de Rafiq Hariri, riche homme d'affaires et ancien premier ministre libanais, le 14 février 2005, est vécu comme un drame personnel par Jacques Chirac : il existait une amitié de longue date entre les deux hommes. Rafiq Hariri avait contribué au financement des campagnes électorales de Jacques Chirac depuis 1981 et il semble avoir exercé une influence importante sur la politique étrangère de la France au Moyen-Orient. Jacques Chirac contribue à la création du Tribunal spécial des Nations unies pour le Liban destiné à poursuivre les assassins de Rafic Hariri, initiative qui ne se concrétisera que peu après la fin de son mandat, le 30 mai 2007. Après son départ de l'Élysée en 2007, le couple Chirac s'installera dans un appartement parisien prêté par la famille Hariri,,, qu'il échangera plus tard contre un hôtel particulier du même quartier prêté par l'homme d'affaires français François Pinault.

#### Référendum européen

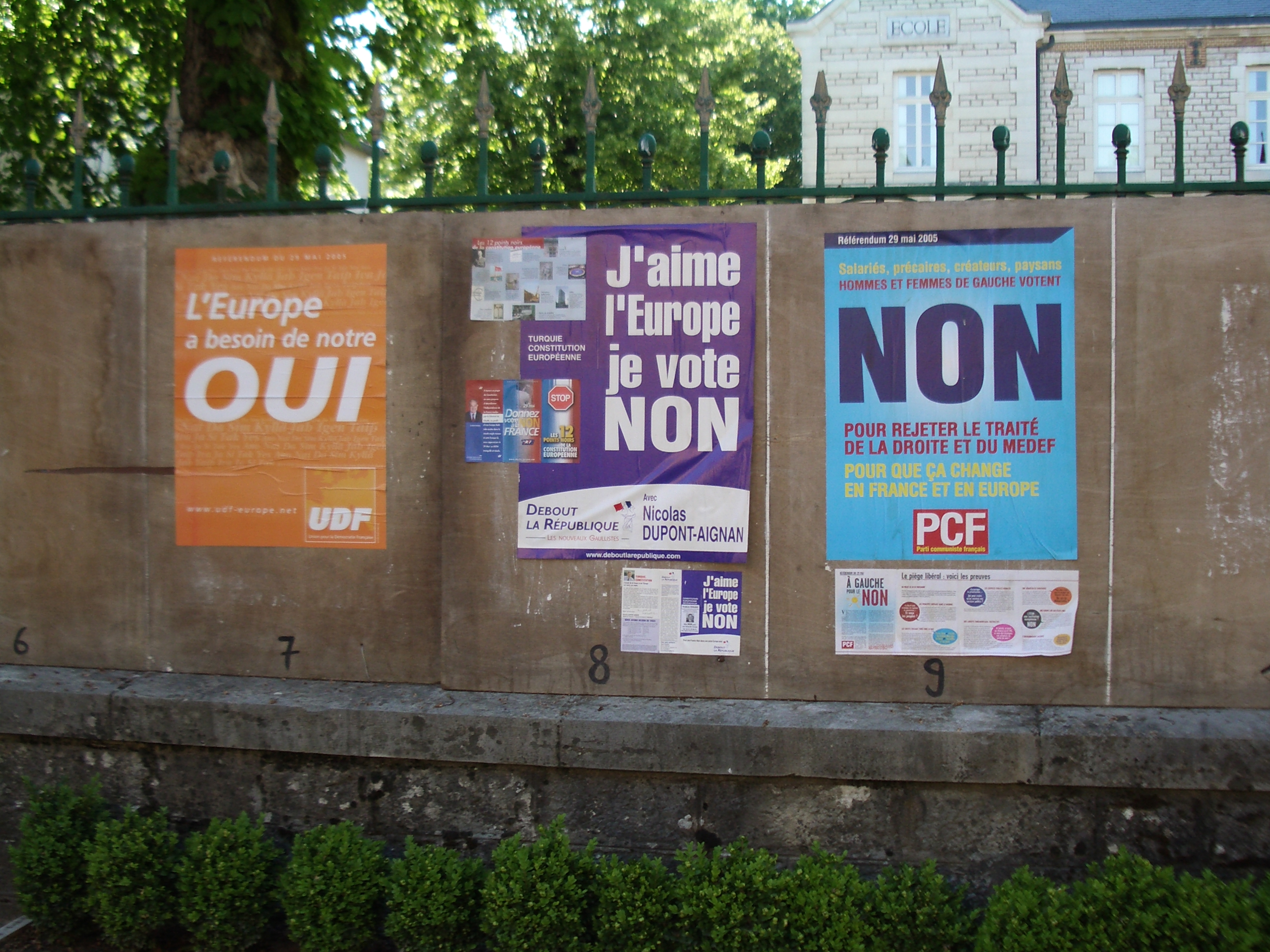
Affiche de la campagne du référendum sur la Constitution européenne de 2005.

Pour impliquer les Français dans la Constitution européenne, Jacques Chirac décide qu'un référendum sera organisé pour la ratification de celle-ci, à organiser au plus vite afin de remporter le scrutin. Désormais favorable à l'entrée de la Turquie dans l'Union européenne (son « vœu le plus cher »), il voit une partie de sa majorité s'opposer à cette perspective, ce qui vient brouiller les cartes du référendum : le 17 décembre 2004, les Vingt-cinq décident l'ouverture de négociations avec la Turquie. Le projet de directive Bolkestein détourne une partie de l'inquiétude sociale grandissante sur l'Europe, malgré les tentatives de désamorçage du président. Dans un contexte de quasi-unanimité en faveur du « oui » des partis de gouvernement et des médias, les sondages s'inversent trois fois, le débat enflamme les Français et mobilise les médias jusqu'au jour du référendum.

## Gouvernement de Dominique de Villepin (2005-2007)

### Politique européenne
Le 29 mai 2005, après une campagne référendaire marquée par l'implication personnelle du président, le « non » l'emporte avec 54,68 % des voix et avec une forte participation de 69,74 %. Le surlendemain, Jean-Pierre Raffarin démissionne ; Jacques Chirac annonce son remplacement par un duo formé par Dominique de Villepin et Nicolas Sarkozy : l'un comme Premier ministre, l'autre comme ministre d'État, rejoignant le ministère de l'Intérieur. La presse se déchaîne contre le peu de changement des membres du gouvernement mais est intriguée par la « cohabitation » des deux (on parle de « vice-Premier ministre »). Jean-Louis Borloo, un temps pressenti, élargit son ministère en devenant ministre de l’Emploi, de la Cohésion sociale et du Logement.
Jacques Chirac entame alors un bras de fer avec Tony Blair (qui prend la présidence de l'Union), sur le budget de l'Union. Cette confrontation s'étend à la candidature de Paris et Londres pour les Jeux olympiques d'été de 2012 où les deux hommes s'impliquent personnellement. Les Français partent favoris et espèrent contrer la morosité qui s'abat sur le pays, mais, le 6 juillet, Londres est choisie par le CIO. 
Le 4 octobre 2005, lors d'un sommet franco-italien, Jacques Chirac reproche à la Commission européenne de ne pas s'opposer aux licenciements chez Hewlett-Packard : selon lui, cette indifférence de Bruxelles en matière sociale est « l'une des raisons qui expliquent le désaveu actuel de l'Europe », ce qui fait réagir José Manuel Barroso, président de la Commission européenne, qui qualifie cette accusation de « populisme ». Beaucoup de politiciens français, même de droite comme Nicolas Dupont-Aignan ou Dominique Paillé, reprochent à Jacques Chirac de se défausser de ses responsabilités et d'alimenter l'europhobie en imputant à l'Europe une question de compétence nationale,.

### Problèmes de santé et rumeurs de démission
Le 2 septembre 2005, il est hospitalisé à l'hôpital militaire du Val-de-Grâce, pour un accident vasculaire cérébral (ou attaque cérébrale) ayant entrainé un léger trouble de la vision qui disparaît en quelques jours. Il en sort le 9 septembre 2005, mais ne doit pas prendre l'avion pendant quelques semaines. Le Premier ministre Dominique de Villepin représente alors la France au sommet de l'ONU le 13 septembre 2005. Il peine à masquer la rivalité qui l'oppose à Nicolas Sarkozy, rendue plus aigüe depuis l'accident du président. Fin 2005, selon un sondage, 1 % des Français souhaitent que Jacques Chirac soit le candidat de l'UMP à l'élection présidentielle de 2007. En outre, un Français sur trois déclare souhaiter que le chef de l'État démissionne de l'Élysée pour provoquer une présidentielle anticipée. La plupart des éditorialistes affirment que Jacques Chirac ne se représentera pas en 2007 mais Patrick Devedjian pense le contraire; Jacques Chirac demande au début de l'année 2006 à Nicolas Sarkozy et Dominique de Villepin, « de la retenue » en attendant que la question de sa succession vienne à l'ordre du jour.

### Crise sociale

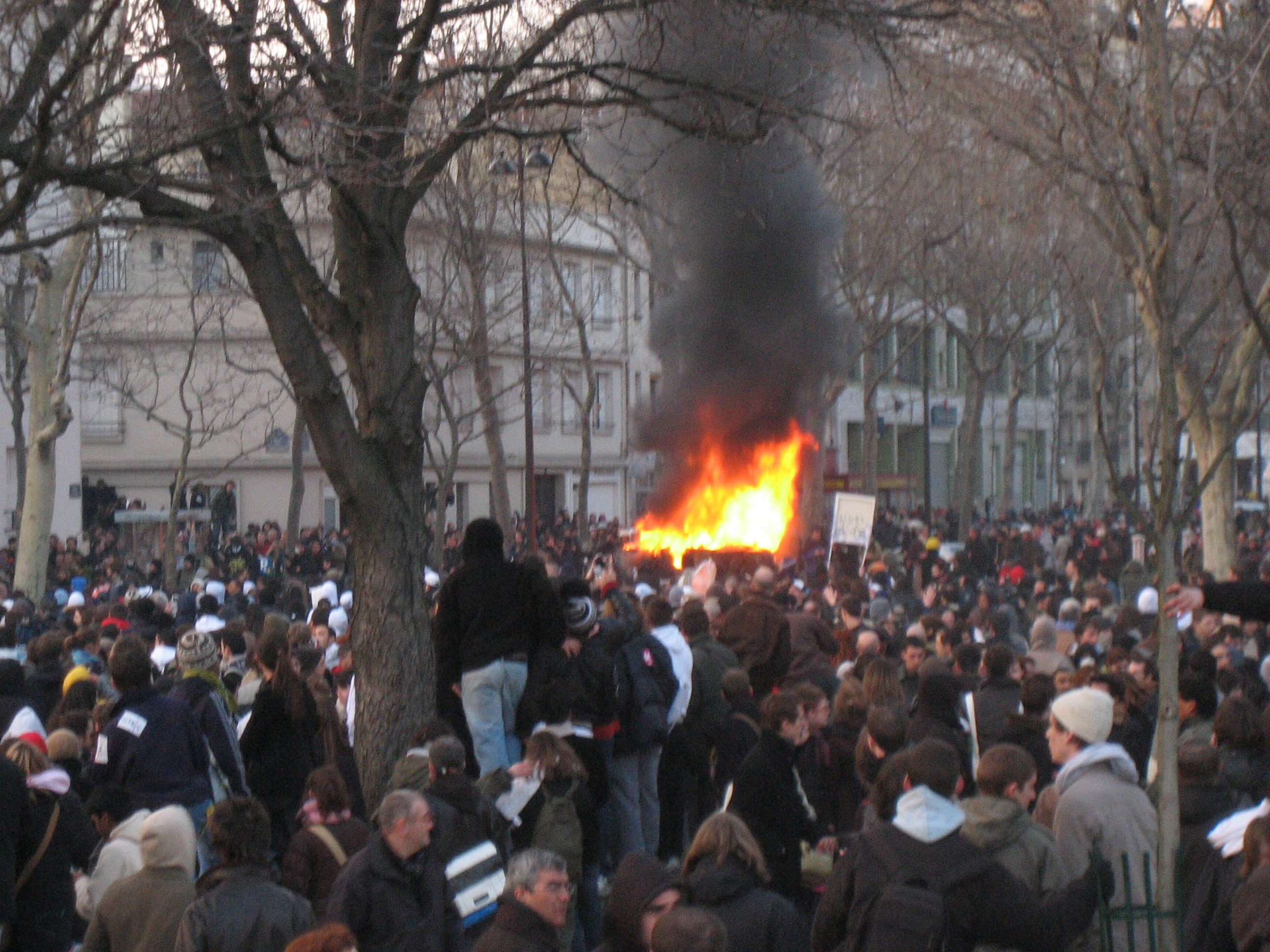
Manifestants et voiture brûlée lors des démonstrations contre le contrat première embauche, Paris, place de la Nation, le 18 mars 2006.

À partir de la fin du mois d'octobre 2005, à la suite de la mort de deux jeunes Bouna Traoré (15 ans) et Zyed Benna (17 ans) et un troisième Muhittin Altun (17 ans) grièvement brûlé à Clichy-sous-Bois électrocutés en se réfugiant de la police dans un transformateur EDF, puis à des déclarations du ministre de l'Intérieur Nicolas Sarkozy, les actes de violence se multiplient les nuits suivantes, et se propageant dans de nombreuses banlieues en France (des milliers de voitures brûlées, des entreprises et bâtiments publics détruits, etc.) - les médias finissant par parler d'émeutes de 2005 dans les banlieues françaises. Le 8 novembre, Jacques Chirac décrète en Conseil des ministres l'état d'urgence (qui sera levé environ 2 mois plus tard, le 4 janvier 2006), les préfets pouvant déclarer le couvre-feu dans tout ou partie du territoire. Jacques Chirac s'adresse pour la première fois sur ces émeutes en banlieues directement aux Français via la télévision et la radio le lundi 14 novembre, regardé par plus de vingt millions de téléspectateurs.
Après le Contrat nouvelle embauche (CNE), Dominique de Villepin décide, au début de l'année 2006, de lancer un nouveau contrat de travail similaire, pour les jeunes, baptisé Contrat première embauche (CPE). La mobilisation syndicale et étudiante contre ce projet en particulier, et contre la dite loi pour l'égalité des chances plus généralement, se met lentement en place mais finit par prendre des proportions très importantes, et le Premier ministre est mis en difficulté. Jacques Chirac prend plusieurs fois la parole pour le soutenir, mais n'intervient pas avant le 31 mars, où, dans une allocution devant 21 millions de téléspectateurs, il annonce la promulgation de la loi qui contenait le CPE mais demande de ne pas appliquer cette mesure en attendant une nouvelle loi sur le sujet, confiant le dossier à l'UMP, ce qui fait dire à un proche de Nicolas Sarkozy : « en réalité, le CPE est bel et bien suspendu, mais on ne le dit pas pour ne pas vexer Villepin ». La presse se montre très critique sur ces demi-mesures et le 10 avril, le Premier ministre annonce le remplacement rapide du CPE par une autre loi.
Lors de ses vœux du 31 décembre 2006, Jacques Chirac annonce la décision du gouvernement de Dominique de Villepin de mettre en place un droit au logement opposable dans les semaines suivantes.

### Défense nationale et anciens combattants

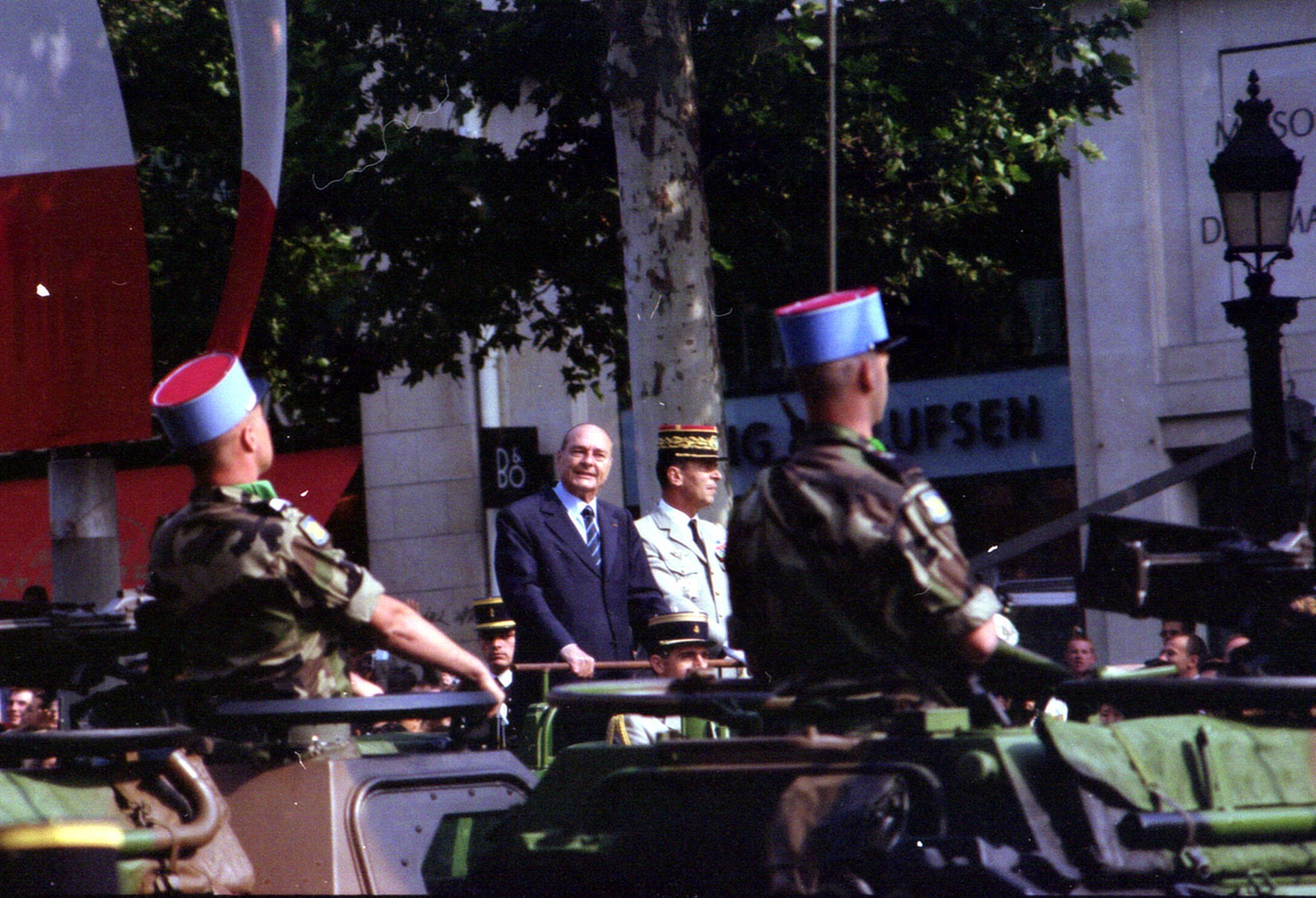
Jacques Chirac assistant à un défilé militaire, v. 2005.

En visite le 19 janvier 2006 à l'Île Longue, base opérationnelle des sous-marins nucléaires lanceurs d’engins (SNLE) français, Jacques Chirac y réaffirme les principes de la politique de dissuasion nucléaire française, marquant une inflexion de la doctrine nucléaire du pays : ne plus raisonner « du faible au fort » mais « du fort au fou », dans une période marquée par le terrorisme et les ambitions nucléaires de pays comme l'Iran et la Corée du Nord. Si les États-Unis et le Royaume-Uni réagissent positivement à cette annonce, la classe politique allemande s'inquiète de cette position alors que l'Iran proteste.
Jacques Chirac, qui avait été critiqué en 1991 pour ses propos sur « le bruit et l'odeur » des migrants, est pourtant celui qui, ému, dit-on, par le film Indigènes de Rachid Bouchareb, fait voter en septembre 2006 la « décristallisation » des pensions des anciens combattants des anciennes colonies françaises, maintenues à un taux très bas depuis 1958 : 58 700 vétérans sont concernés.

### Les «affaires»
L'affaire Clearstream 2 vient ensuite bousculer l'emploi du temps du gouvernement. Dominique de Villepin, mais aussi Jacques Chirac, sont soupçonnés par la presse d'avoir commandité des enquêtes confidentielles sur des hommes politiques français, entre lesquels Nicolas Sarkozy, Jean-Pierre Chevènement et Alain Madelin, qui ont été accusés anonymement et faussement d'avoir profité de rétrocommissions en marge de l'affaire des frégates de Taiwan. Nicolas Sarkozy porte plainte contre X en janvier 2006 pour « dénonciation calomnieuse », rapidement rejoint par une série d'autres personnalités françaises.
L'affaire Clearstream 2 dévie par la suite vers l'affaire du compte japonais de Jacques Chirac, puisque le Canard enchaîné affirme dans son édition du 10 mai 2006 que le procès-verbal du général Rondot, membre de la DGSE, indiquait aussi que Jacques Chirac aurait détenu un compte de 300 millions de francs (45 millions d'euros) au Japon, à la Tokyo Sowa Bank appartenant à Soichi Osada, un ami de Jacques Chirac (fait chevalier de la Légion d'honneur en 1994), arrêté en 2000 au Japon pour faillite frauduleuse. Le général ajoutait que ce compte avait été ouvert en 1992 mais il s'est rétracté par voie de presse. Jacques Chirac a nié aussitôt détenir tout compte au Japon, affirmant que le Canard faisant référence à une enquête ouverte par la DGSE en 2000 (juste avant la présidentielle) au sujet de comptes supposés qu'il aurait détenus au Japon, enquête qui elle-même aurait été ouverte sur la base d'un article dans la presse japonaise. Le 9 novembre 2006, est publié dans un livre la note interne de la DGSE du 11 novembre 1996 parlant de ce compte bancaire japonais, Gilbert Flam ayant enquêté autour de cette affaire a déclaré que cette histoire de compte bancaire secret était une manipulation de la presse japonaise. Dans son édition du 23 mai 2007, le Canard Enchaîné affirme que les juges chargés de l'affaire Clearstream ont des preuves concrètes (telle que des relevés de comptes) de l'existence de ce compte bancaire japonais de Jacques Chirac. Les déclarations de patrimoine de Jacques Chirac publiées en 1995 et en 2007 ne mentionnent pas la détention de compte bancaire à l'étranger. S'il a menti dans ces déclarations, Jacques Chirac pourrait être poursuivi fausse déclaration en 1995, puisque la Cour de cassation a considéré que la prescription de trois ans est suspendue pendant l'exercice de son mandat présidentiel. À noter que cette banque japonaise ayant fait faillite en 1999, Jacques Chirac a pu y perdre beaucoup, s'il avait réellement un compte dans cette banque,,.
Dominique de Villepin lui remet la démission de son gouvernement le 15 mai 2007 à la veille de la passation de pouvoir entre le président sortant et Nicolas Sarkozy.

## Choix pour l'élection présidentielle de 2007
Le 11 mars 2007 il annonce lors d'un discours télévisé qu'il ne se présentera pas à l'élection présidentielle de 2007 et que par conséquent il ne briguera pas de troisième mandat : « Je ne solliciterai pas vos suffrages pour un nouveau mandat », ajoutant : « Au terme du mandat que vous m'avez confié, le temps sera venu pour moi de vous servir autrement ». Le 21 mars suivant, il dit « donner son vote et son soutien à Nicolas Sarkozy » dans le cadre de cette élection. L'ancien président accorda ce soutien au nom du parti qu'il a créé, à savoir l'UMP (aujourd'hui rebaptisé LR). « Cette formation politique [l'UMP] a choisi de soutenir la candidature de Nicolas Sarkozy [...]. C'est donc tout naturellement que je lui apporterai mon vote et mon soutien ». Le 6 mai 2007, Nicolas Sarkozy est élu président de la République et la passation des pouvoirs a lieu le 16 mai.

## Gouvernement et représentation parlementaire

### Gouvernement

#### Historique des gouvernements
Le 6 mai 2002, Jean-Pierre Raffarin est nommé Premier ministre. La composition de son gouvernement est annoncée le lendemain, le 7 mai 2002. Il démissionne le 17 juin 2002 pour former un second gouvernement annoncé le même jour après les élections législatives. Après les élections régionales de 2004, Jean-Pierre Raffarin démissionne mais est reconduit dans ses fonctions pour former un troisième gouvernement annoncé le 31 mars 2004. Après la victoire du non au référendum sur le établissant une Constitution pour l'Europe, Dominique de Villepin est nommé Premier ministre le 31 mai 2005. La composition du Gouvernement est annoncée le 2 juin 2005. Dominique de Villepin démissionne le 15 mai 2007, à la veille de la cérémonie d'investiture du Président de la République.
- Gouvernement Jean-Pierre Raffarin (1) (7 mai - 17 juin 2002) ;
- Gouvernement Jean-Pierre Raffarin (2) (17 juin 2002 - 30 mars 2004) ;
- Gouvernement Jean-Pierre Raffarin (3) (31 mars 2004 - 31 mai 2005) ;
- Gouvernement Dominique de Villepin (2 juin 2005 - 15 mai 2007).

#### Membres du gouvernement
Au cours de son second mandat, le Président de la République a nommé 69 membres au Gouvernement. Sur ces 69 membres, 11 sont restés en fonctions pendant toute la durée du mandat : Dominique Perben, Dominique de Villepin, Michèle Alliot-Marie, Gilles de Robien, Brigitte Girardin, Jean-François Lamour, François Loos, Jean-Louis Borloo, Jean-François Copé, Renaud Dutreil et Dominique Bussereau.
* Les personnes notées d'un astérisque sont celles ayant eu une ou plusieurs fonctions ministérielles avant la seconde présidence de Jacques Chirac (avant le 7 mai 2002).
| Nom                        | Fonctions | Dates                              |
| Nommés en 2002 (40)        | Nommés en 2002 (40) | Nommés en 2002 (40)                |
| -------------------------- | --- | ---------------------------------- |
| Jean-Pierre Raffarin *     | Premier ministre | 6 mai - 17 juin 2002               |
| Jean-Pierre Raffarin *     | Premier ministre | 17 juin 2002 - 30 mars 2004        |
| Jean-Pierre Raffarin *     | Premier ministre | 30 mars 2004 - 31 mai 2005         |
| Nicolas Sarkozy *          | Ministre de l'Intérieur, de la Sécurité intérieure et des Libertés locales | 7 mai - 17 juin 2002               |
| Nicolas Sarkozy *          | Ministre de l'Intérieur, de la Sécurité intérieure et des Libertés locales | 17 juin 2002 - 30 mars 2004        |
| Nicolas Sarkozy *          | Ministre d'État, ministre de l'Économie, des Finances et de l'Industrie | 31 mars - 29 novembre 2004         |
| Nicolas Sarkozy *          | Ministre d'État, ministre de l'Intérieur et de l'Aménagement du territoire | 2 juin 2005 - 26 mars 2007         |
| François Fillon *          | Ministre des Affaires sociales, du Travail et de la Solidarité | 7 mai - 17 juin 2002               |
| François Fillon *          | Ministre des Affaires sociales, du Travail et de la Solidarité | 17 juin 2002 - 30 mars 2004        |
| François Fillon *          | Ministre de l'Éducation nationale, de l'Enseignement supérieur et de la Recherche | 31 mars 2004 - 31 mai 2005         |
| Dominique Perben *         | Garde des Sceaux, ministre de la Justice | 7 mai - 17 juin 2002               |
| Dominique Perben *         | Garde des Sceaux, ministre de la Justice | 17 juin 2002 - 30 mars 2004        |
| Dominique Perben *         | Garde des Sceaux, ministre de la Justice | 31 mars 2004 - 31 mai 2005         |
| Dominique Perben *         | Ministre des Transports, de l'Équipement, du Tourisme et de la Mer | 2 juin 2005 - 15 mai 2007          |
| Dominique de Villepin      | Ministre des Affaires étrangères, de la Coopération et de la Francophonie | 7 mai - 17 juin 2002               |
| Dominique de Villepin      | Ministre des Affaires étrangères | 17 juin 2002 - 30 mars 2004        |
| Dominique de Villepin      | Ministre de l'Intérieur, de la Sécurité intérieure et des Libertés locales | 31 mars 2004 - 31 mai 2005         |
| Dominique de Villepin      | Premier ministre | 31 mai 2005 - 15 mai 2007          |
| Michèle Alliot-Marie *     | Ministre de la Défense et des Anciens combattants | 7 mai - 17 juin 2002               |
| Michèle Alliot-Marie *     | Ministre de la Défense | 17 juin 2002 - 30 mars 2004        |
| Michèle Alliot-Marie *     | Ministre de la Défense | 31 mars 2004 - 31 mai 2005         |
| Michèle Alliot-Marie *     | Ministre de la Défense | 2 juin 2005 - 15 mai 2007          |
| Luc Ferry                  | Ministre de la Jeunesse, de l'Éducation nationale et de la Recherche | 7 mai - 17 juin 2002               |
| Luc Ferry                  | Ministre de la Jeunesse, de l'Éducation nationale et de la Recherche | 17 juin 2002 - 30 mars 2004        |
| Francis Mer                | Ministre de l'Économie, des Finances et de l'Industrie | 7 mai - 17 juin 2002               |
| Francis Mer                | Ministre de l'Économie, des Finances et de l'Industrie | 17 juin 2002 - 30 mars 2004        |
| Gilles de Robien           | Ministre de l'Équipement, des Transports, du Logement, du Tourisme et de la Mer | 7 mai - 17 juin 2002               |
| Gilles de Robien           | Ministre de l'Équipement, des Transports, du Logement, du Tourisme et de la Mer | 17 juin 2002 - 30 mars 2004        |
| Gilles de Robien           | Ministre de l'Équipement, des Transports, de l'Aménagement du territoire, du Tourisme et de la Mer | 31 mars 2004 - 31 mai 2005         |
| Gilles de Robien           | Ministre de l'Éducation nationale, de l'Enseignement supérieur et de la Recherche | 2 juin 2005 - 15 mai 2007          |
| Roselyne Bachelot          | Ministre de l'Écologie et du Développement durable | 7 mai - 17 juin 2002               |
| Roselyne Bachelot          | Ministre de l'Écologie et du Développement durable | 17 juin 2002 - 30 mars 2004        |
| Jean-François Mattei       | Ministre de la Santé, de la Famille et des Personnes handicapées | 7 mai - 17 juin 2002               |
| Jean-François Mattei       | Ministre de la Santé, de la Famille et des Personnes handicapées | 17 juin 2002 - 30 mars 2004        |
| Hervé Gaymard *            | Ministre de l'Agriculture, de l'Alimentation, de la Pêche et des Affaires rurales | 7 mai - 17 juin 2002               |
| Hervé Gaymard *            | Ministre de l'Agriculture, de l'Alimentation, de la Pêche et des Affaires rurales | 17 juin 2002 - 30 mars 2004        |
| Hervé Gaymard *            | Ministre de l'Agriculture, de l'Alimentation, de la Pêche et des Affaires rurales | 31 mars - 29 novembre 2004         |
| Hervé Gaymard *            | Ministre de l'Économie, des Finances et de l'Industrie | 29 novembre 2004 - 25 février 2005 |
| Jean-Jacques Aillagon      | Ministre de la Culture et de la Communication | 7 mai - 17 juin 2002               |
| Jean-Jacques Aillagon      | Ministre de la Culture et de la Communication | 17 juin 2002 - 30 mars 2004        |
| Jean-Paul Delevoye         | Ministre de la Fonction publique, de la Réforme de l'État et de l'Aménagement du territoire | 7 mai - 17 juin 2002               |
| Jean-Paul Delevoye         | Ministre de la Fonction publique, de la Réforme de l'État et de l'Aménagement du territoire | 17 juin 2002 - 30 mars 2004        |
| Brigitte Girardin          | Ministre de l'Outre-mer | 7 mai - 17 juin 2002               |
| Brigitte Girardin          | Ministre de l'Outre-mer | 17 juin 2002 - 30 mars 2004        |
| Brigitte Girardin          | Ministre de l'Outre-mer | 31 mars 2004 - 31 mai 2005         |
| Brigitte Girardin          | Ministre déléguée à la Coopération, au Développement et à la Francophonie, auprès du ministre des Affaires étrangères                                                                                               | 2 juin 2005 - 15 mai 2007          |
| Jean-François Lamour       | Ministre des Sports | 7 mai - 17 juin 2002               |
| Jean-François Lamour       | Ministre des Sports | 17 juin 2002 - 30 mars 2004        |
| Jean-François Lamour       | Ministre de la Jeunesse, des Sports et de la Vie associative | 31 mars 2004 - 31 mai 2005         |
| Jean-François Lamour       | Ministre de la Jeunesse, des Sports et de la Vie associative | 2 juin 2005 - 15 mai 2007          |
| Alain Lambert              | Ministre délégué au Budget, auprès du ministre de l'Économie, des Finances et de l'Industrie | 7 mai - 17 juin 2002               |
| Alain Lambert              | Ministre délégué au Budget et à la Réforme budgétaire, auprès du ministre de l'Économie, des Finances et de l'Industrie                                                                                             | 17 juin 2002 - 30 mars 2004        |
| Patrick Devedjian          | Ministre délégué aux Libertés locales, auprès du ministre de l'Intérieur, de la Sécurité intérieure et des Libertés locales                                                                                         | 7 mai - 17 juin 2002               |
| Patrick Devedjian          | Ministre délégué aux Libertés locales, auprès du ministre de l'Intérieur, de la Sécurité intérieure et des Libertés locales                                                                                         | 17 juin 2002 - 30 mars 2004        |
| Patrick Devedjian          | Ministre délégué à l'Industrie, auprès du ministre d'État, ministre de l'Économie, des Finances et de l'Industrie                                                                                                   | 31 mars - 29 novembre 2004         |
| Patrick Devedjian          | Ministre délégué à l'Industrie, auprès du ministre de l'Économie, des Finances et de l'Industrie | 29 novembre 2004 - 31 mai 2005     |
| Renaud Donnedieu de Vabres | Ministre délégué aux Affaires européennes, auprès du ministre des Affaires étrangères, de la Coopération et de la Francophonie                                                                                      | 7 mai - 17 juin 2002               |
| Renaud Donnedieu de Vabres | Ministre de la Culture et de la Communication | 31 mars 2004 - 31 mai 2005         |
| Renaud Donnedieu de Vabres | Ministre de la Culture et de la Communication | 2 juin 2005 - 15 mai 2007          |
| Xavier Darcos              | Ministre délégué à l'Enseignement scolaire, auprès du ministre de la Jeunesse, de l'Éducation nationale et de la Recherche                                                                                          | 7 mai - 17 juin 2002               |
| Xavier Darcos              | Ministre délégué à l'Enseignement scolaire, auprès du ministre de la Jeunesse, de l'Éducation nationale et de la Recherche                                                                                          | 17 juin 2002 - 30 mars 2004        |
| Xavier Darcos              | Ministre délégué à la Coopération, au Développement et à la Francophonie, auprès du ministre des Affaires étrangères                                                                                                | 31 mars 2004 - 31 mai 2005         |
| François Loos              | Ministre délégué à l'Enseignement supérieur et à la Recherche, auprès du ministre de la Jeunesse, de l'Éducation nationale et de la Recherche                                                                       | 7 mai - 17 juin 2002               |
| François Loos              | Ministre délégué au Commerce extérieur, auprès du ministre de l'Économie, des Finances et de l'Industrie | 17 juin 2002 - 30 mars 2004        |
| François Loos              | Ministre délégué au Commerce extérieur, auprès du ministre d'État, ministre de l'Économie, des Finances et de l'Industrie                                                                                           | 31 mars - 29 novembre 2004         |
| François Loos              | Ministre délégué au Commerce extérieur, auprès du ministre de l'Économie, des Finances et de l'Industrie | 29 novembre 2004 - 31 mai 2005     |
| François Loos              | Ministre délégué à l'Industrie, auprès du ministre de l'Économie, des Finances et de l'Industrie | 2 juin 2005 - 15 mai 2007          |
| Jean-Louis Borloo          | Ministre délégué à la Ville, auprès du ministre des Affaires sociales, du Travail et de la Solidarité | 7 mai - 17 juin 2002               |
| Jean-Louis Borloo          | Ministre délégué à la Ville et à la Rénovation urbaine, auprès du ministre des Affaires sociales, du Travail et de la Solidarité                                                                                    | 17 juin 2002 - 30 mars 2004        |
| Jean-Louis Borloo          | Ministre de l'Emploi, du Travail et de la Cohésion sociale | 31 mars 2004 - 31 mai 2005         |
| Jean-Louis Borloo          | Ministre de l'Emploi, de la Cohésion sociale et du Logement | 2 juin 2005 - 15 mai 2007          |
| Jean-François Copé         | Secrétaire d'État aux Relations avec le Parlement, auprès du Premier ministre, porte-parole du Gouvernement | 7 mai - 17 juin 2002               |
| Jean-François Copé         | Secrétaire d'État aux Relations avec le Parlement, auprès du Premier ministre, porte-parole du Gouvernement | 17 juin 2002 - 30 mars 2004        |
| Jean-François Copé         | Ministre délégué à l'Intérieur, auprès du ministre de l'Intérieur, de la Sécurité intérieure et des Libertés locales, porte-parole du Gouvernement                                                                  | 31 mars - 29 novembre 2004         |
| Jean-François Copé         | Ministre délégué au Budget et à la Réforme budgétaire, auprès du ministre de l'Économie, des Finances et de l'Industrie, porte-parole du Gouvernement                                                               | 29 novembre 2004 - 31 mai 2005     |
| Jean-François Copé         | Ministre délégué au Budget et à la Réforme de l'État, auprès du ministre de l'Économie, des Finances et de l'Industrie, porte-parole du Gouvernement                                                                | 2 juin 2005 - 15 mai 2007          |
| Tokia Saïfi                | Secrétaire d'État au Développement durable, auprès de la ministre de l'Écologie et du Développement durable | 7 mai - 17 juin 2002               |
| Tokia Saïfi                | Secrétaire d'État au Développement durable, auprès de la ministre de l'Écologie et du Développement durable | 17 juin 2002 - 30 mars 2004        |
| Tokia Saïfi                | Secrétaire d'État au Développement durable, auprès du ministre de l'Écologie et du Développement durable | 31 mars - 21 juin 2004             |
| Dominique Versini          | Secrétaire d'État à la Lutte contre la précarité et l'exclusion, auprès du ministre des Affaires sociales, du Travail et de la Solidarité                                                                           | 7 mai - 17 juin 2002               |
| Dominique Versini          | Secrétaire d'État à la Lutte contre la précarité et l'exclusion, auprès du ministre des Affaires sociales, du Travail et de la Solidarité                                                                           | 17 juin 2002 - 30 mars 2004        |
| Renaud Dutreil             | Secrétaire d'État aux Petites et Moyennes Entreprises, au Commerce, à l'Artisanat et aux Professions libérales, auprès du ministre de l'Économie, des Finances et de l'Industrie                                    | 7 mai - 17 juin 2002               |
| Renaud Dutreil             | Secrétaire d'État aux Petites et Moyennes Entreprises, au Commerce, à l'Artisanat, aux Professions libérales et à la Consommation, auprès du ministre de l'Économie, des Finances et de l'Industrie                 | 17 juin 2002 - 30 mars 2004        |
| Renaud Dutreil             | Ministre de la Fonction publique et de la Réforme de l'État | 31 mars 2004 - 31 mai 2005         |
| Renaud Dutreil             | Ministre des Petites et Moyennes Entreprises, du Commerce, de l'Artisanat et des Professions libérales | 2 juin 2005 - 15 mai 2007          |
| Nicole Ameline *           | Secrétaire d'État à la Mer, auprès du ministre de l'Équipement, des Transports, du Logement, du Tourisme et de la Mer                                                                                               | 7 mai - 17 juin 2002               |
| Nicole Ameline *           | Ministre déléguée à la Parité et à l'Égalité professionnelle, auprès du ministre des Affaires sociales, du Travail et de la Solidarité                                                                              | 17 juin 2002 - 30 mars 2004        |
| Nicole Ameline *           | Ministre de la Parité et de l'Égalité professionnelle | 31 mars 2004 - 31 mai 2005         |
| Dominique Bussereau        | Secrétaire d'État aux Transports, auprès du ministre de l'Équipement, des Transports, du Logement, du Tourisme et de la Mer                                                                                         | 7 mai - 17 juin 2002               |
| Dominique Bussereau        | Secrétaire d'État aux Transports et à la Mer, auprès du ministre de l'Équipement, des Transports, du Logement, du Tourisme et de la Mer                                                                             | 17 juin 2002 - 30 mars 2004        |
| Dominique Bussereau        | Secrétaire d'État au Budget et à la Réforme budgétaire, auprès du ministre d'État, ministre de l'Économie, des Finances et de l'Industrie                                                                           | 31 mars - 29 novembre 2004         |
| Dominique Bussereau        | Ministre de l'Agriculture, de l'Alimentation, de la Pêche et de la Ruralité | 29 novembre 2004 - 31 mai 2005     |
| Dominique Bussereau        | Ministre de l'Agriculture et de la Pêche | 2 juin 2005 - 15 mai 2007          |
| Nicole Fontaine            | Ministre déléguée à l'Industrie, auprès du ministre de l'Économie, des Finances et de l'Industrie | 17 juin 2002 - 30 mars 2004        |
| Noëlle Lenoir              | Ministre déléguée aux Affaires européennes, auprès du ministre des Affaires étrangères | 17 juin 2002 - 30 mars 2004        |
| Pierre-André Wiltzer       | Ministre délégué à la Coopération et à la Francophonie, auprès du ministre des Affaires étrangères | 17 juin 2002 - 30 mars 2004        |
| Claudie Haigneré           | Ministre déléguée à la Recherche et aux Nouvelles technologies, auprès du ministre de la Jeunesse, de l'Éducation nationale et de la Recherche                                                                      | 17 juin 2002 - 30 mars 2004        |
| Claudie Haigneré           | Ministre déléguée aux Affaires européennes, auprès du ministre des Affaires étrangères | 31 mars 2004 - 31 mai 2005         |
| Christian Jacob            | Ministre délégué à la Famille, auprès du ministre de la Santé, de la Famille et des Personnes handicapées | 17 juin 2002 - 30 mars 2004        |
| Christian Jacob            | Ministre délégué aux Petites et Moyennes Entreprises, au Commerce, à l'Artisanat, aux Professions libérales et à la Consommation, auprès du ministre d'État, ministre de l'Économie, des Finances et de l'Industrie | 31 mars - 29 novembre 2004         |
| Christian Jacob            | Ministre des Petites et Moyennes Entreprises, du Commerce, de l'Artisanat, des Professions libérales et de la Consommation                                                                                          | 29 novembre 2004 - 31 mai 2005     |
| Christian Jacob            | Ministre de la Fonction publique | 2 juin 2005 - 15 mai 2007          |
| Marie-Thérèse Boisseau     | Secrétaire d'État aux Personnes handicapées, auprès du ministre de la Santé, de la Famille et des Personnes handicapées                                                                                             | 17 juin 2002 - 30 mars 2004        |
| Henri Plagnol              | Secrétaire d'État à la Réforme de l'État, auprès du ministre de la Fonction publique, de la Réforme de l'État et de l'Aménagement du territoire                                                                     | 17 juin 2002 - 30 mars 2004        |
| Léon Bertrand              | Secrétaire d'État au Tourisme, auprès du ministre de l'Équipement, des Transports, du Logement, du Tourisme et de la Mer                                                                                            | 17 juin 2002 - 30 mars 2004        |
| Léon Bertrand              | Ministre délégué au Tourisme, auprès du ministre de l'Équipement, des Transports, de l'Aménagement du territoire, du Tourisme et de la Mer                                                                          | 31 mars 2004 - 31 mai 2005         |
| Léon Bertrand              | Ministre délégué au Tourisme, auprès du ministre des Transports, de l'Équipement, du Tourisme et de la Mer | 2 juin 2005 - 15 mai 2007          |
| Hamlaoui Mékachéra         | Secrétaire d'État aux Anciens combattants, auprès de la ministre de la Défense | 17 juin 2002 - 30 mars 2004        |
| Hamlaoui Mékachéra         | Ministre délégué aux Anciens combattants, auprès de la ministre de la Défense | 31 mars 2004 - 31 mai 2005         |
| Hamlaoui Mékachéra         | Ministre délégué aux Anciens combattants, auprès de la ministre de la Défense | 2 juin 2005 - 15 mai 2007          |
| Hubert Falco               | Secrétaire d'État aux Personnes âgées, auprès du ministre des Affaires sociales, du Travail et de la Solidarité | 17 juin 2002 - 30 mars 2004        |
| Hubert Falco               | Ministre délégué aux Personnes âgées, auprès du ministre de la Santé et de la Protection sociale | 31 mars - 28 octobre 2004          |
| Pierre Bédier              | Secrétaire d'État aux Programmes immobiliers de la justice, auprès du garde des Sceaux, ministre de la Justice | 17 juin 2002 - 22 janvier 2004     |
| Renaud Muselier            | Secrétaire d'État aux Affaires étrangères, auprès du ministre des Affaires étrangères | 17 juin 2002 - 30 mars 2004        |
| Renaud Muselier            | Secrétaire d'État aux Affaires étrangères, auprès du ministre des Affaires étrangères | 31 mars 2004 - 31 mai 2005         |
| Aucune nomination en 2003  | |                                    |
| Nommés en 2004 (19)        | |                                    |
| Nicole Guedj               | Secrétaire d'État aux Programmes immobiliers de la justice, auprès du garde des Sceaux, ministre de la Justice | 22 janvier - 30 mars 2004          |
| Nicole Guedj               | Secrétaire d'État aux Droits des victimes, auprès du garde des Sceaux, ministre de la Justice | 31 mars 2004 - 31 mai 2005         |
| Michel Barnier *           | Ministre des Affaires étrangères | 31 mars 2004 - 31 mai 2005         |
| Philippe Douste-Blazy *    | Ministre de la Santé et de la Protection sociale | 31 mars - 29 novembre 2004         |
| Philippe Douste-Blazy *    | Ministre des Solidarités, de la Santé et de la Famille | 29 novembre 2004 - 31 mai 2005     |
| Philippe Douste-Blazy *    | Ministre des Affaires étrangères | 2 juin 2005 - 15 mai 2007          |
| Serge Lepeltier            | Ministre de l'Écologie et du Développement durable | 31 mars 2004 - 31 mai 2005         |
| Marie-Josée Roig           | Ministre de la Famille et de l'Enfance | 31 mars - 29 novembre 2004         |
| Marie-Josée Roig           | Ministre déléguée à l'Intérieur, auprès du ministre de l'Intérieur, de la Sécurité intérieure et des Libertés locales                                                                                               | 29 novembre 2004 - 31 mai 2005     |
| Henri Cuq                  | Ministre délégué aux Relations avec le Parlement, auprès du Premier ministre | 31 mars 2004 - 31 mai 2005         |
| Henri Cuq                  | Ministre délégué aux Relations avec le Parlement, auprès du Premier ministre | 2 juin 2005 - 15 mai 2007          |
| François d'Aubert *        | Ministre délégué à la Recherche, auprès du ministre de l'Éducation nationale, de l'Enseignement supérieur et de la Recherche                                                                                        | 31 mars 2004 - 31 mai 2005         |
| Gérard Larcher             | Ministre délégué aux Relations du travail, auprès du ministre de l'Emploi, du Travail et de la Cohésion sociale | 31 mars 2004 - 31 mai 2005         |
| Gérard Larcher             | Ministre délégué à l'Emploi, au Travail et à l'Insertion professionnelles de jeunes, auprès du ministre de l'Emploi, de la Cohésion sociale et du Logement                                                          | 2 juin 2005 - 15 mai 2007          |
| Nelly Olin                 | Ministre déléguée à la Lutte contre la précarité et l'exclusion, auprès du ministre de l'Emploi, du Travail et de la Cohésion sociale                                                                               | 31 mars - 28 octobre 2004          |
| Nelly Olin                 | Ministre déléguée à l'Intégration, à l'Égalité des chances et à la Lutte contre la précarité, auprès du ministre de l'Emploi, du Travail et de la Cohésion sociale                                                  | 28 octobre 2004 - 31 mai 2005      |
| Nelly Olin                 | Ministre de l'Écologie et du Développement durable | 2 juin 2005 - 15 mai 2007          |
| Marie-Anne Montchamp       | Secrétaire d'État aux Personnes handicapées, auprès du ministre de la Santé et de la Protection sociale | 31 mars - 29 novembre 2004         |
| Marie-Anne Montchamp       | Secrétaire d'État aux Personnes handicapées, auprès du ministre des Solidarités, de la Santé et de la Famille | 29 novembre 2004 - 31 mai 2005     |
| Laurent Hénart             | Secrétaire d'État à l'Insertion professionnelle des jeunes, auprès du ministre de l'Emploi, du Travail et de la Cohésion sociale                                                                                    | 31 mars 2004 - 31 mai 2005         |
| Marc-Philippe Daubresse    | Secrétaire d'État au Logement, auprès du ministre de l'Emploi, du Travail et de la Cohésion sociale | 31 mars - 28 octobre 2004          |
| Marc-Philippe Daubresse    | Ministre délégué au Logement et à la Ville, auprès du ministre de l'Emploi, du Travail et de la Cohésion sociale | 28 octobre 2004 - 31 mai 2005      |
| Catherine Vautrin          | Secrétaire d'État à l'Intégration et à l'Égalité des chances, auprès du ministre de l'Emploi, du Travail et de la Cohésion sociale                                                                                  | 31 mars - 28 octobre 2004          |
| Catherine Vautrin          | Secrétaire d'État aux Personnes âgées, auprès du ministre de la Santé et de la Protection sociale | 28 octobre - 29 novembre 2004      |
| Catherine Vautrin          | Secrétaire d'État aux Personnes âgées, auprès du ministre des Solidarités, de la Santé et de la Famille | 29 novembre 2004 - 31 mai 2005     |
| Catherine Vautrin          | Ministre déléguée à la Cohésion sociale et à la Parité, auprès du ministre de l'Emploi, de la Cohésion sociale et du Logement                                                                                       | 2 juin 2005 - 15 mai 2007          |
| Xavier Bertrand            | Secrétaire d'État à l'Assurance maladie, auprès du ministre de la Santé et de la Protection sociale | 31 mars - 29 novembre 2004         |
| Xavier Bertrand            | Secrétaire d'État à l'Assurance maladie, auprès du ministre des Solidarités, de la Santé et de la Famille | 29 novembre 2004 - 31 mai 2005     |
| Xavier Bertrand            | Ministre de la Santé et des Solidarités | 2 juin 2005 - 26 mars 2007         |
| Éric Woerth                | Secrétaire d'État à la Réforme de l'État, auprès du ministre de la Fonction publique et de la Réforme de l'État | 31 mars 2004 - 31 mai 2005         |
| François Goulard           | Secrétaire d'État aux Transports et à la Mer, auprès du ministre de l'Équipement, des Transports, de l'Aménagement du territoire, du Tourisme et de la Mer                                                          | 31 mars 2004 - 31 mai 2005         |
| François Goulard           | Ministre délégué à l'Enseignement supérieur et à la Recherche, auprès du ministre de l'Éducation nationale, de l'Enseignement supérieur et de la Recherche                                                          | 2 juin 2005 - 15 mai 2007          |
| Philippe Briand            | Secrétaire d'État à l'Aménagement du territoire, auprès du ministre de l'Équipement, des Transports, de l'Aménagement du territoire, du Tourisme et de la Mer                                                       | 31 mars - 14 avril 2004            |
| Nicolas Forissier          | Secrétaire d'État à l'Agriculture, à l'Alimentation, à la Pêche et aux Affaires rurales, auprès du ministre de l'Agriculture, de l'Alimentation, de la Pêche et des Affaires rurales                                | 31 mars - 29 novembre 2004         |
| Nicolas Forissier          | Secrétaire d'État à l'Agriculture, à l'Alimentation, à la Pêche et aux Affaires rurales, auprès du ministre de l'Agriculture, de l'Alimentation, de la Pêche et de la Ruralité                                      | 29 novembre 2004 - 31 mai 2005     |
| Frédéric de Saint-Sernin   | Secrétaire d'État à l'Aménagement du territoire, auprès du ministre de l'Équipement, des Transports, de l'Aménagement du territoire, du Tourisme et de la Mer                                                       | 14 avril 2004 - 31 mai 2005        |
| Nommés en 2005 (9)         | |                                    |
| Thierry Breton             | Ministre de l'Économie, des Finances et de l'Industrie | 25 février - 31 mai 2005           |
| Thierry Breton             | Ministre de l'Économie, des Finances et de l'Industrie | 2 juin 2005 - 15 mai 2007          |
| Pascal Clément *           | Garde des Sceaux, ministre de la Justice | 2 juin 2005 - 15 mai 2007          |
| François Baroin *          | Ministre de l'Outre-mer | 2 juin 2005 - 26 mars 2007         |
| François Baroin *          | Ministre de l'Intérieur et de l'Aménagement du territoire | 26 mars - 15 mai 2007              |
| Azouz Begag                | Ministre délégué à la Promotion de l'égalité des chances, auprès du Premier ministre | 2 juin 2005 - 5 avril 2007         |
| Brice Hortefeux            | Ministre délégué aux Collectivités territoriales, auprès du ministre d'État, ministre de l'Intérieur et de l'Aménagement du territoire                                                                              | 2 juin 2005 - 26 mars 2007         |
| Brice Hortefeux            | Ministre délégué aux Collectivités territoriales, auprès du ministre de l'Intérieur et de l'Aménagement du territoire                                                                                               | 26 mars - 15 mai 2007              |
| Catherine Colonna          | Ministre déléguée aux Affaires européennes, auprès du ministre des Affaires étrangères | 2 juin 2005 - 15 mai 2007          |
| Philippe Bas               | Ministre délégué à la Sécurité sociale, aux Personnes âgées, aux Personnes handicapées et à la Famille, auprès du ministre de la Santé et des Solidarités                                                           | 2 juin 2005 - 26 mars 2007         |
| Philippe Bas               | Ministre de la Santé et des Solidarités | 26 mars - 15 mai 2007              |
| Christine Lagarde          | Ministre déléguée au Commerce extérieur, auprès du ministre de l'Économie, des Finances et de l'Industrie | 2 juin 2005 - 15 mai 2007          |
| Christian Estrosi          | Ministre délégué à l'Aménagement du territoire, auprès du ministre d'État, ministre de l'Intérieur et de l'Aménagement du territoire                                                                                | 2 juin 2005 - 26 mars 2007         |
| Christian Estrosi          | Ministre délégué à l'Aménagement du territoire, auprès du ministre de l'Intérieur et de l'Aménagement du territoire                                                                                                 | 26 mars - 15 mai 2007              |
| Aucune nomination en 2006  | |                                    |
| Nommé en 2007 (1)          | |                                    |
| Hervé Mariton              | Ministre de l'Outre-mer | 26 mars - 15 mai 2007              |

| Nom                                   | Fonctions | Dates                             | Gouvernement       |
| ------------------------------------- | --- | --------------------------------- | ------------------ |
| Jean-Pierre Raffarin (nommé en 2002)  | Ministre des Petites et Moyennes Entreprises, du Commerce et de l'Artisanat                                                                        | 18 mai - 7 novembre 1995          | Alain Juppé (1)    |
| Jean-Pierre Raffarin (nommé en 2002)  | Ministre des Petites et Moyennes Entreprises, du Commerce et de l'Artisanat                                                                        | 7 novembre 1995 - 2 juin 1997     | Alain Juppé (2)    |
| Nicolas Sarkozy (nommé en 2002)       | Ministre du Budget, porte-parole du Gouvernement                                                                                                   | 30 mars 1993 - 19 juillet 1994    | Édouard Balladur   |
| Nicolas Sarkozy (nommé en 2002)       | Ministre du Budget, ministre de la Communication, porte-parole du Gouvernement                                                                     | 19 juillet 1994 - 19 janvier 1995 | Édouard Balladur   |
| Nicolas Sarkozy (nommé en 2002)       | Ministre du Budget, ministre de la Communication                                                                                                   | 19 janvier - 11 mai 1995          | Édouard Balladur   |
| François Fillon (nommé en 2002)       | Ministre de l'Enseignement supérieur et de la Recherche                                                                                            | 30 mars 1993 - 11 mai 1995        | Édouard Balladur   |
| François Fillon (nommé en 2002)       | Ministre des Technologies de l'information et de La Poste                                                                                          | 18 mai - 7 novembre 1995          | Alain Juppé (1)    |
| François Fillon (nommé en 2002)       | Ministre délégué à la Poste, aux Télécommunications et à l'Espace, auprès du ministre de l'Industrie, de la Poste et des Télécommunications        | 7 novembre 1995 - 2 juin 1997     | Alain Juppé (2)    |
| Dominique Perben (nommé en 2002)      | Ministre des Départements et Territoires d'outre-mer                                                                                               | 30 mars 1993 - 11 mai 1995        | Édouard Balladur   |
| Dominique Perben (nommé en 2002)      | Ministre de la Fonction publique, de la Réforme de l'État et de la Décentralisation                                                                | 7 novembre 1995 - 2 juin 1997     | Alain Juppé (2)    |
| Michèle Alliot-Marie (nommée en 2002) | Secrétaire d'État auprès du ministre de l'Éducation nationale, chargée de l'Enseignement                                                           | 20 mars 1986 - 10 mai 1988        | Jacques Chirac (2) |
| Michèle Alliot-Marie (nommée en 2002) | Ministre de la Jeunesse et des Sports | 30 mars 1993 - 11 mai 1995        | Édouard Balladur   |
| Hervé Gaymard (nommé en 2002)         | Secrétaire d'État aux Finances, auprès du ministre de l'Économie et des Finances                                                                   | 18 mai - 26 août 1995             | Alain Juppé (1)    |
| Hervé Gaymard (nommé en 2002)         | Secrétaire d'État aux Finances, auprès du ministre de l'Économie, des Finances et du Plan                                                          | 26 août - 7 novembre 1995         | Alain Juppé (1)    |
| Hervé Gaymard (nommé en 2002)         | Secrétaire d'État à la Santé et à la Sécurité sociale, auprès du ministre du Travail et des Affaires sociales                                      | 7 novembre 1995 - 2 juin 1997     | Alain Juppé (2)    |
| Nicole Ameline (nommée en 2002)       | Secrétaire d'État à la Décentralisation auprès du ministre de la Réforme de l'État, de la Décentralisation et de la Citoyenneté                    | 18 mai - 7 novembre 1995          | Alain Juppé (1)    |
| Michel Barnier (nommé en 2004)        | Ministre de l'Environnement | 30 mars 1993 - 11 mai 1995        | Édouard Balladur   |
| Michel Barnier (nommé en 2004)        | Ministre délégué aux Affaires européennes, auprès du ministre des Affaires étrangères                                                              | 18 mai - 7 novembre 1995          | Alain Juppé (1)    |
| Michel Barnier (nommé en 2004)        | Ministre délégué aux Affaires européennes, auprès du ministre des Affaires étrangères                                                              | 7 novembre 1995 - 2 juin 1997     | Alain Juppé (2)    |
| Philippe Douste-Blazy (nommé en 2004) | Ministre délégué à la Santé, auprès de la ministre d'État, ministre es Affaires sociales, de la Santé et de la Ville                               | 30 mars 1993 - 19 janvier 1995    | Édouard Balladur   |
| Philippe Douste-Blazy (nommé en 2004) | Ministre délégué à la Santé, auprès de la ministre d'État, ministre es Affaires sociales, de la Santé et de la Ville, porte-parole du Gouvernement | 19 janvier - 11 mai 1995          | Édouard Balladur   |
| Philippe Douste-Blazy (nommé en 2004) | Ministre de la Culture | 18 mai - 7 novembre 1995          | Alain Juppé (1)    |
| Philippe Douste-Blazy (nommé en 2004) | Ministre de la Culture | 7 novembre 1995 - 2 juin 1997     | Alain Juppé (2)    |
| François d'Aubert (nommé en 2004)     | Secrétaire d'État au Budget, auprès du ministre de l'Économie et des Finances                                                                      | 18 mai - 26 août 1995             | Alain Juppé (1)    |
| François d'Aubert (nommé en 2004)     | Secrétaire d'État au Budget, auprès du ministre de l'Économie, des Finances et du Plan                                                             | 26 août - 7 novembre 1995         | Alain Juppé (1)    |
| François d'Aubert (nommé en 2004)     | Secrétaire d'État à la Recherche, auprès du ministre de l'Éducation nationale, de l'Enseignement supérieur et de la Recherche                      | 7 novembre 1995 - 2 juin 1997     | Alain Juppé (2)    |
| Pascal Clément (nommé en 2005)        | Ministre délégué aux Relations avec l'Assemblée nationale, auprès du Premier ministre                                                              | 30 mars 1993 - 11 mai 1995        | Édouard Balladur   |
| François Baroin (nommé en 2005)       | Secrétaire d'État auprès du Premier ministre, porte-parole du Gouvernement                                                                         | 18 mai - 7 novembre 1995          | Alain Juppé (1)    |